# دئوکسی ریبونوکلئوتید
دئوکسی ریبونوکلئوتید (Deoxyribonucleotide) یک مونومر (تک‌پار) یا واحد سازنده مولکول دی‌ان‌ای است. . این مولکول نوکلئوتید سه جزء دارد: متشکل از یک قند ۵-کربنی (دئوکسی‌ریبوز) اسید فسفریک (فسفات) و یکی از بازهای آلی پورین (آدنین، گوانین) یا پیریمیدین (سیتوزین، تیمین) است. نوکلئوتیدها به دلیل داشتن اسید فسفریک ترکیبی اسیدی هستند.
معمولاً باز آلی به کربن ۱' قند دئوکسی‌ریبوز پیوند می‌یابد.

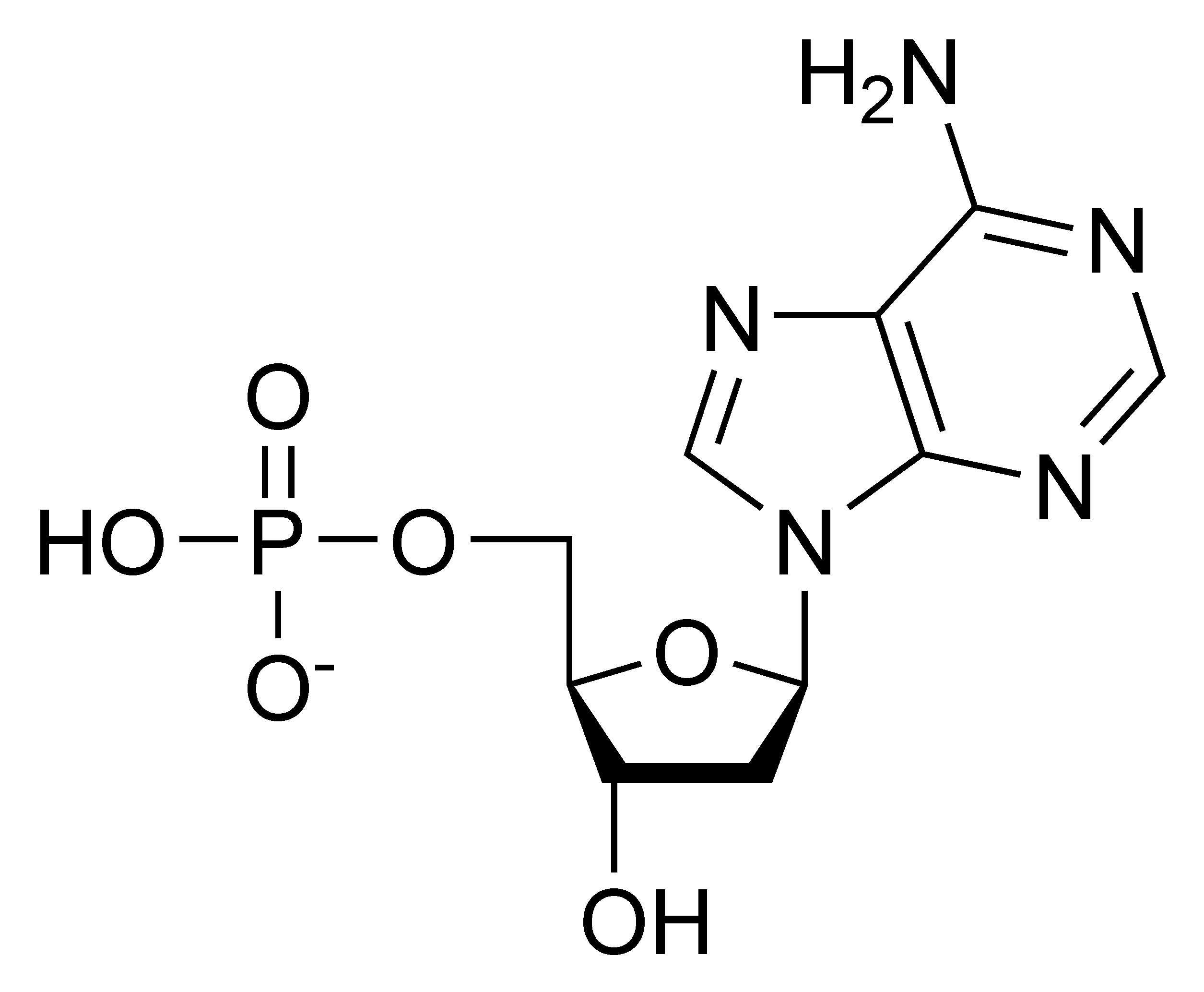
This nucleotide contains the five-carbon sugar deoxyribose, a nitrogenous base called adenine, and one phosphate group. Together, the deoxyribose and adenine make up a nucleoside (specifically, a deoxyribonucleoside) called deoxyadenosine. With the one phosphate group included, whole structure is considered a دئوکسی ریبونوکلئوتید (a nucleotide constituent of DNA) with the name deoxyadenosine monophosphate.